# MTV Dance
MTV Dance a fost un post non-stop de muzică dance și electronică, lansat la data de 20 aprilie 2001, difuzat pe teritoriul întregii Europe prin intermediul satelitului și a distribuitorilor locali de cablu.
În Marea Britanie, din 23 mai 2018, se numește Club MTV, iar din 1 iunie 2020 în întreaga lume.

## Programe difuzate
- AM Rush
- Big Tunes!
- Big Party Tunes!
- Club Classics
- Club Bangers!
- Club MTV
- Miami 2 Ibiza
- Rudimental's Mixtape
- Weekend Warm-Up!
- Saturday Night Mash-Up!
- The 10 Biggest Tracks Right Now!
- Reload 2001! 10 Definitive Anthems
- Back to the 90s. Top 100
- MTV Club Classix: 905